# Spellbound (album Pauli Abdul)
Spellbound – drugi album studyjny amerykańskiej piosenkarki Pauli Abdul. Został wydany 14 maja 1991 roku przez Virgin Records.
Płyta okazała się być sukcesem i przyniosła Abdul kolejne przeboje: „Rush Rush”, „The Promise of a New Day”, „Blowing Kisses in the Wind”, „Vibeology” i „Will You Marry Me?”. Album pokrył się potrójną platyną w Stanach Zjednoczonych i zajął pierwsze miejsce na Billboard 200. Sprzedaż światowa wyniosła 7 milionów egzemplarzy.

## Lista piosenek
| Lista piosenek | Lista piosenek               | Lista piosenek                                               | Lista piosenek               | Lista piosenek |
| Nr             | Tytuł utworu                 | Autorzy                                                      | Producenci                   | Długość        |
| -------------- | ---------------------------- | ------------------------------------------------------------ | ---------------------------- | -------------- |
| 1.             | „The Promise of a New Day”   | Paula Abdul, Peter Lord, Sandra St. Victor, V. Jeffrey Smith | Peter Lord, V. Jeffrey Smith | 4:32           |
| 2.             | „Rock House”                 | Abdul, Lord, Saint Victor, Smith                             | Lord, Smith                  | 4:11           |
| 3.             | „Rush Rush”                  | Lord                                                         | Lord, Smith                  | 4:52           |
| 4.             | „Spellbound”                 | Abdul, Lord, Saint Victor, Smith                             | Lord, Smith                  | 4:48           |
| 5.             | „Vibeology”                  | Lord, Saint Victor, Smith                                    | Lord, Smith                  | 5:16           |
| 6.             | „U”                          | Paisley Park                                                 | Prince                       | 4:05           |
| 7.             | „My Foolish Heart”           | Lord, Smith                                                  | Lord, Smith                  | 4:10           |
| 8.             | „Blowing Kisses in the Wind” | Lord                                                         | Lord, Smith                  | 4:41           |
| 9.             | „To You”                     | Jorge Corante, Colin England                                 | Corante, England             | 3:31           |
| 10.            | „Alright Tonight”            | John Hiatt                                                   | Don Was                      | 4:28           |
| 11.            | „Will You Marry Me?”         | Abdul, Lord, Saint Victor, Smith                             | Lord, Smith                  | 4:24           |
|                |                              |                                                              |                              | 48:58          |

### Wersja japońska
1. „The Promise of a New Day” (Paula Abdul; Peter Lord; V. Jeffrey Smith; Sandra St. Victor) – 4:32
2. „Rock House” (Paula Abdul; Peter Lord; Sandra St. Victor; V. Jeffrey Smith) – 4:11
3. „Rush Rush” (Peter Lord) – 4:52
4. „Spellbound” (Paula Abdul; Peter Lord; Sandra St. Victor; V. Jeffrey Smith) – 4:48
5. „Vibeology” (Peter Lord; Sandra St. Victor; V. Jeffrey Smith) – 5:16
6. „Will You Marry Me?” (Paula Abdul; Peter Lord; Sandra St. Victor; V. Jeffrey Smith) – 4:24
7. „U” (Prince) – 4:05
8. „My Foolish Heart” (Peter Lord; V. Jeffrey Smith) – 4:10
9. „Blowing Kisses in the Wind” (Peter Lord) – 4:41
10. „To You” (Colin England; Jorge Corante) – 3:31
11. „Alright Tonight” (John Hiatt) – 4:28
12. „Goodnight My Love (Pleasant Dreams)” (George Motora; John Marascalco) – 3:14

## Skład
- Śpiew & Synclavier II: Paula Abdul
- Chórki: Sweet Pea Atkinson, Sir Harry Bowens, Sally Dworsky, Colin England, The Family Stand, Peter Lord, Arnold McCuller, Sandra St. Victor
- Gitary: Mike Campbell, Mark Goldenberg, Randy Jacobs, Clifford Moonie Pusey, V. Jeffrey Smith
- Klawisze: Jorge Corante, Tom Hammer, Peter Lord, Ivan Neville, V. Jeffrey Smith
- Organy: Jamie Muhoberac
- Gitara baskowa: Tim Drummond
- Perkusja: Curt Bisquera, Rocky Bryant
- Instrumenty perkusyjne: Paulinho Da Costa
- Trąbka: Greg Adams
- Saksofon tenorowy: Steve Grove
- Saksofon barytonowy: Stephen Kupka
- Harmonijka: Stevie Wonder
- Skrzypce: Stuart Canin
- Fotografia: Robert Lobetta

## Notowania
| Lista (1991)                 | Najwyższa pozycja |
| ---------------------------- | ----------------- |
| Australian Albums Chart      | 3                 |
| Canadian Albums Chart        | 6                 |
| Japanese Oricon Albums Chart | 12                |
| New Zealand Albums Chart     | 14                |
| Norwegian Albums Chart       | 17                |
| Swedish Albums Chart         | 6                 |
| Swiss Albums Chart           | 25                |
| UK Albums Chart              | 4                 |
| US Billboard 200             | 1                 |

## Certyfikaty i sprzedaż
| Kraj                     | Certyfikat         | Sprzedaż   |
| ------------------------ | ------------------ | ---------- |
| Australia (ARIA)         | złota płyta        | 35 000+    |
| Kanada (MC)              | 2x platynowa płyta | 200 000+   |
| Stany Zjednoczone (RIAA) | 3x platynowa płyta | 3 000 000+ |
| Szwecja (GLF)            | platynowa płyta    | 100 000+   |
| Wielka Brytania (BPI)    | złota płyta        | 100 000+   |